# Gratianus, Valentinianus och Theodosius triumfbåge
Gratianus, Valentinianus och Theodosius triumfbåge (latin: Arcus Gratiani, Valentiniani et Theodosii) var en triumfbåge som uppfördes mellan år 379 och 383 e.Kr. av kejsarna Gratianus, Valentinianus II och Theodosius I. Bågen stod framför Pons Aelius (dagens Ponte Sant'Angelo) och utgjorde slutpunkten på Porticus Maximae. Den förstördes på 1300-talet, men ännu på 1500-talet kunde man se rester av den.